# Дискография Жанели Монэ
Дискография американской певицы Жанель Монэ, получившей известность своими работами в жанрах современного ритм-н-блюза и соула, состоит из трёх студийных альбомов, трёх мини-альбомов, двадцати синглов и восемнадцати музыкальных видеоклипов. Первой дебютной работой певицы стал мини-альбом Metropolis: Suite I (The Chase), который не произвёл ожидаемого коммерческого успеха, достигнув лишь 115 места в США, согласно журналу Billboard. В 2010 году под лейблом Bad Boy Records Жанель выпустила первый студийный альбом The ArchAndroid, продолжив концепцию мини-альбома, в основу которой лёг художественный фильм Метрополис. Основной сингл альбома «Tightrope» получил номинацию за лучшее урбан- или альтернативное исполнение на 53-й церемонии «Грэмми», а сам альбом поднялся до 17 места в чарте Billboard 200.
В марте 2012 года песня «We Are Young» американской инди-поп-группы fun. возглавила чарт Billboard Hot 100; для Жанель Монэ, принявшей участие в качестве приглашённого артиста, это стало первым появлением в чарте. 10 сентября 2013 года она выпустила второй студийный альбом The Electric Lady, а 27 апреля 2018 года был выпущен следующий — Dirty Computer.

## Студийные альбомы
| The ArchAndroid                                                                | - Выпущен: 18 мая 2010 - Лейбл: Bad Boy - Формат выпуска: CD, LP, Digital                       | 17 | 4 | —  | —  | 15 | 12 | 24 | 65 | 36 | 51 |
| The Electric Lady                                                              | - Выпущен: 6 сентября 2013 - Лейбл: Bad Boy - Формат выпуска: CD, LP, Digital                   | 5  | 3 | 22 | 10 | 11 | 68 | 7  | 28 | 30 | 14 |
| Dirty Computer                                                                 | - Выпущен: 27 апреля 2018 - Лейбл: Bad Boy, WEA International - Формат выпуска: CD, LP, Digital | 6  | 4 | 12 | 8  | 30 | 29 | 9  | 20 | 11 | 8  |
| Символ «—» обозначает, что альбом не вошёл в чарт страны, либо не был выпущен. |                                                                                                 |    |   |    |    |    |    |    |    |    |    |

## Мини-альбомы
| Название                                                                            | Информация                                                                              | Высшие места в чартах | Высшие места в чартах | Высшие места в чартах |
| Название                                                                            | Информация                                                                              | США                   | HEAT                  | R&B/H-H               |
| ----------------------------------------------------------------------------------- | --------------------------------------------------------------------------------------- | --------------------- | --------------------- | --------------------- |
| Metropolis: Suite I (The Chase)                                                     | - Выпущен: 24 августа 2007 - Лейбл: Bad Boy - Формат выпуска: CD, LP, Digital           | 115                   | 2                     | 20                    |
| iTunes Festival: London 2013                                                        | - Выпущен: 9 сентября 2013 - Лейбл: Bad Boy - Формат выпуска: Digital                   | —                     | —                     | —                     |
| Wondaland Presents: The Eephus                                                      | - Выпущен: 14 августа 2015 - Лейбл: Wondaland, Epic, Sony - Формат выпуска: CD, Digital | 22                    | —                     | 5                     |
| Символ «—» обозначает, что мини-альбом не вошёл в чарт страны, либо не был выпущен. |                                                                                         |                       |                       |                       |

## Демоальбом
| Название     | Информация                                                           |
| ------------ | -------------------------------------------------------------------- |
| The Audition | - Выпущен: 2003 - Лейбл: Wondaland Arts Society - Формат выпуска: CD |

## Синглы

### В качестве основного артиста
| Название                                                                          | Год  | Высшие места в чартах | Высшие места в чартах | Высшие места в чартах | Высшие места в чартах | Высшие места в чартах | Высшие места в чартах | Высшие места в чартах | Высшие места в чартах | Высшие места в чартах | Высшие места в чартах | Сертификации    | Альбом                                |
| Название                                                                          | Год  | HOT 100               | R&B /HH               | R&B Songs             | Adult R&B             | БЕЛ                   | КАН                   | ИРЛ                   | ЯПО                   | НЗ                    | ВЕЛ                   | Сертификации    | Альбом                                |
| --------------------------------------------------------------------------------- | ---- | --------------------- | --------------------- | --------------------- | --------------------- | --------------------- | --------------------- | --------------------- | --------------------- | --------------------- | --------------------- | --------------- | ------------------------------------- |
| «Peachtree Blues»                                                                 | 2006 | —                     | —                     | —                     | —                     | —                     | —                     | —                     | —                     | —                     | —                     |                 | Broadcasting the Definition           |
| «Lettin' Go»                                                                      | 2006 | —                     | —                     | —                     | —                     | —                     | —                     | —                     | —                     | —                     | —                     |                 | The Audition                          |
| «Violet Stars Happy Hunting!»                                                     | 2007 | —                     | —                     | —                     | —                     | —                     | —                     | —                     | —                     | —                     | —                     |                 | Metropolis: Suite I (The Chase)       |
| «Sincerely, Jane.»                                                                | 2008 | —                     | —                     | —                     | —                     | —                     | —                     | —                     | —                     | —                     | —                     |                 | Metropolis: Suite I (The Chase)       |
| «Many Moons»                                                                      | 2008 | —                     | —                     | —                     | —                     | —                     | —                     | —                     | —                     | —                     | —                     |                 | Metropolis: Suite I (The Chase)       |
| «Open Happiness» (с Брендоном Ури, Си Ло Грин, Патриком Стампом и Трэви Маккойем) | 2009 | —                     | —                     | —                     | —                     | —                     | —                     | —                     | —                     | 29                    | —                     |                 | н/д                                   |
| «Tightrope» (при участии Big Boi)                                                 | 2010 | —                     | —                     | —                     | —                     | 20                    | —                     | —                     | —                     | —                     | —                     |                 | The ArchAndroid                       |
| «Cold War»                                                                        | 2010 | —                     | —                     | —                     | —                     | —                     | —                     | —                     | —                     | —                     | —                     |                 | The ArchAndroid                       |
| «Q.U.E.E.N.» (при участии Эрики Баду)                                             | 2013 | —                     | 47                    | 21                    | —                     | —                     | —                     | —                     | —                     | —                     | —                     |                 | The Electric Lady                     |
| «Dance Apocalyptic»                                                               | 2013 | —                     | —                     | —                     | —                     | —                     | —                     | 79                    | 83                    | —                     | —                     |                 | The Electric Lady                     |
| «PrimeTime» (при участии Мигеля)                                                  | 2013 | —                     | 36                    | 19                    | 29                    | —                     | —                     | —                     | —                     | —                     | —                     |                 | The Electric Lady                     |
| «What Is Love»                                                                    | 2014 | —                     | —                     | —                     | —                     | —                     | —                     | —                     | —                     | —                     | —                     |                 | Rio 2 (Music From the Motion Picture) |
| «Electric Lady» (при участии Соланж)                                              | 2014 | —                     | —                     | —                     | —                     | —                     | —                     | —                     | —                     | —                     | —                     |                 | The Electric Lady                     |
| «Yoga» (с Jidenna)                                                                | 2015 | 79                    | 24                    | 8                     | —                     | —                     | —                     | —                     | —                     | —                     | —                     | - RIAA: Золотой | Wondaland Presents: The Eephus (EP)   |
| «Make Me Feel»                                                                    | 2018 | 99                    | —                     | 9                     | 30                    | 3                     | 98                    | —                     | —                     | —                     | 74                    |                 | Dirty Computer                        |
| «Django Jane»                                                                     | 2018 | —                     | —                     | —                     | —                     | —                     | —                     | —                     | —                     | —                     | —                     |                 | Dirty Computer                        |
| «Pynk» (при участии Граймс)                                                       | 2018 | —                     | —                     | 21                    | —                     | —                     | —                     | —                     | —                     | —                     | —                     |                 | Dirty Computer                        |
| «I Like That»                                                                     | 2018 | —                     | —                     | 24                    | 25                    | —                     | —                     | —                     | —                     | —                     | —                     |                 | Dirty Computer                        |
| Символ «—» обозначает, что сингл не вошёл в чарт страны, либо не был выпущен.     |      |                       |                       |                       |                       |                       |                       |                       |                       |                       |                       |                 |                                       |

### В качестве приглашённого артиста
| Название                                                                      | Год  | Высшие места в чартах | Высшие места в чартах | Высшие места в чартах | Высшие места в чартах | Высшие места в чартах | Высшие места в чартах | Высшие места в чартах | Высшие места в чартах | Высшие места в чартах | Высшие места в чартах | Сертификации | Альбом                  |
| Название                                                                      | Год  | HOT 100               | АВС                   | БЕЛ (ФЛА)             | БЕЛ (ВАЛ)             | КАН                   | ФРА                   | ИРЛ                   | ЯПО                   | НЗ                    | ВЕЛ                   | Сертификации | Альбом                  |
| ----------------------------------------------------------------------------- | ---- | --------------------- | --------------------- | --------------------- | --------------------- | --------------------- | --------------------- | --------------------- | --------------------- | --------------------- | --------------------- | --- | ----------------------- |
| «We Are Young» (fun. при участии Жанель Монэ)                                 | 2011 | 1                     | 1                     | 5                     | 2                     | 1                     | 7                     | 1                     | 5                     | 2                     | 1                     | - RIAA: 9× платиновый - ARIA: 6× платиновый - BEA: золотой - BPI: 2× платиновый - MC: 7× платиновый - RMNZ: 2× платиновый - RIAJ: золотой - SNEP: золотой | Some Nights             |
| «Special Education» (Goodie Mob при участии Жанель Монэ)                      | 2013 | —                     | —                     | —                     | —                     | —                     | —                     | —                     | —                     | —                     | —                     | | Age Against the Machine |
| «Pressure Off» (Duran Duran при участии Жанель Монэ и Найла Роджерса)         | 2015 | —                     | —                     | 133                   | 72                    | —                     | —                     | —                     | 87                    | —                     | —                     | | Paper Gods              |
| «Sweet Life» (Young Jeezy при участии Жанель Монэ)                            | 2015 | —                     | —                     | —                     | —                     | —                     | —                     | —                     | —                     | —                     | —                     | | Church in These Streets |
| «This Is for My Girls» (в составе Artists for Let Girls Learn)                | 2016 | —                     | —                     | —                     | —                     | —                     | —                     | —                     | —                     | —                     | —                     | | н/д                     |
| Символ «—» обозначает, что сингл не вошёл в чарт страны, либо не был выпущен. |      |                       |                       |                       |                       |                       |                       |                       |                       |                       |                       | |                         |

### Промосинглы
| Название                            | Год  | Альбом            |
| ----------------------------------- | ---- | ----------------- |
| «Come Alive (The War of the Roses)» | 2009 | The ArchAndroid   |
| «Shape of Things to Come»           | 2010 | н/д               |
| «We Were Rock & Roll»               | 2013 | The Electric Lady |

## Другие песни, вошедшие в чарты
| Название               | Год  | Высшие места в чартах | Альбом         |
| Название               | Год  | HEAT                  | Альбом         |
| ---------------------- | ---- | --------------------- | -------------- |
| «Crazy, Classic, Life» | 2018 | 9                     | Dirty Computer |

## Гостевое участие
Представленные ниже песни не являются синглами или промосинглами, а также не появлялись в альбомах артиста.
| Название                               | Год  | Основной артист                        | Альбом                                                                               |
| -------------------------------------- | ---- | -------------------------------------- | ------------------------------------------------------------------------------------ |
| «My First Love»                        | 2005 | Jaspects                               | In «House» Sessions                                                                  |
| «Time Will Reveal»                     | 2005 | Purple Ribbon All-Stars                | Got Purp? Vol. 2                                                                     |
| «Lettin' Go»                           | 2005 | Purple Ribbon All-Stars                | Got Purp? Vol. 2                                                                     |
| «Peachtree Blues»                      | 2006 | Jaspects                               | Broadcasting the Definition                                                          |
| «Call the Law»                         | 2006 | Outkast                                | Idlewild                                                                             |
| «In Your Dreams»                       | 2006 | Outkast                                | Idlewild                                                                             |
| «Nerd Girl»                            | 2009 | Chester French                         | Jacques Jams, Vol. 1: Endurance (Микстейп)                                           |
| «2012»                                 | 2009 | Jaspects                               | The Polkadotted Stripe                                                               |
| «The Kids»                             | 2010 | B.o.B                                  | B.o.B Presents: The Adventures of Bobby Ray                                          |
| «Be Still»                             | 2010 | Big Boi                                | Sir Lucious Left Foot: The Son of Chico Dusty                                        |
| «Our Riotous Defects»                  | 2010 | of Montreal                            | False Priest                                                                         |
| «Enemy Gene»                           | 2010 | of Montreal                            | False Priest                                                                         |
| «Without a Fight»                      | 2010 | н/д                                    | For Colored Girls: Music From and Inspired by the Original Motion Picture Soundtrack |
| «Dance»                                | 2011 | Сол Уильямс                            | Volcanic Sunlight                                                                    |
| «Do My Thing»                          | 2012 | Эстель                                 | All of Me                                                                            |
| «Fashion»                              | 2014 | Паоло Нутини                           | Caustic Love                                                                         |
| «Visions of You»                       | 2014 | Сержио Мендес                          | Magic                                                                                |
| «Slip Slide»                           | 2015 | Donnie Trumpet & The Social Experiment | Surf                                                                                 |
| «Gabby»                                | 2015 | The Internet                           | Ego Death                                                                            |
| «Venus Fly»                            | 2015 | Граймс                                 | Art Angels                                                                           |
| «Hum Along and Dance (Gotta Get Down)» | 2016 | н/д                                    | The Get Down (Original Soundtrack from the Netflix Original Series)                  |
| «Isn’t this the World»                 | 2016 | н/д                                    | Hidden Figures: The Album                                                            |
| «Jalapeño»                             | 2016 | Фаррелл Уильямс                        | Hidden Figures: The Album                                                            |
| «Safari»                               | 2017 | Jidenna, St. Beauty, Nana Kwabena      | The Chief                                                                            |

## Видеоклипы
| Название                                                 | Год  | Режиссёр(ы)          |
| -------------------------------------------------------- | ---- | -------------------- |
| «Many Moons»                                             | 2008 | Алан Фергюсон        |
| «Tightrope» (при участии Big Boi)                        | 2010 | Уэнди Морган         |
| «Cold War»                                               | 2010 | Уэнди Морган         |
| «Tightrope (Wondamix)» (при участии B.o.B и Лупе Фиаско) | 2010 | Duke & Roper         |
| «Be Still» (Big Boi при участии Жанель Монэ)             | 2011 | н/д                  |
| «We Are Young» (fun. при участии Жанель Монэ)            | 2011 | Марк Клэсфилд        |
| «Q.U.E.E.N.» (при участии Эрики Баду)                    | 2013 | Алан Фергюсон        |
| «Dance Apocalyptic»                                      | 2013 | Уэнди Морган         |
| «Special Education» (Goodie Mob при участии Жанель Монэ) | 2013 | Джон Коломбо         |
| «PrimeTime» (при участии Мигеля)                         | 2013 | Алан Фергюсон        |
| «Heroes»                                                 | 2014 | The Young Astronauts |
| «Electric Lady»                                          | 2014 | Алан Фергюсон        |
| «Yoga» (при участии Jidenna)                             | 2015 | Дейв Мейерс          |
| «Pressure Off»                                           | 2015 | Ник Иган             |
| «Venus Fly» (Граймс при участии Жанель Монэ)             | 2017 | Граймс               |
| «Make Me Feel»                                           | 2018 | Алан Фергюсон        |
| «Django Jane»                                            | 2018 | Эндрю Донахо         |
| «Pynk»                                                   | 2018 | Эмма Уэстенберг      |
| «I like that»                                            | 2018 | Лейси Дюк            |

### Комментарии
1. ↑  Сингл «Tightrope» не вошёл в чарт Billboard Japan Hot 100, но появился на 68 месте в чарте Adult Contemporary Airplay[28].
2. ↑  Сингл «PrimeTime» не вошёл в чарт Billboard Hot 100, но появился на 20 месте в чарте Bubbling Under Hot 100 Singles[29].
3. ↑  Сингл «Make Me Feel» не вошёл в чарт Hot R&B/Hip-Hop Songs, но появился на первом месте в чарте Bubbling Under R&B/Hip-Hop Songs[33].
4. ↑  Сингл «Make Me Feel» не вошёл в чарт NZ Top 40 Singles Chart, но появился на седьмом месте в чарте NZ Heatseeker Singles[34].
5. ↑  Сингл «This Is for My Girls» не вошёл в чарт Billboard Hot 100, но появился на 5 месте в чарте Dance Club Songs[50].